# Girolimoni, el monstre de Roma
 Girolimoni, el monstre de Roma  (títol original en italià: Girolimoni, il mostro di Roma) és un pel·lícula italiana dirigida per Damiano Damiani, estrenada el 1972. Ha estat doblada al català.

## Argument
Una sèrie de crims commocionen Roma en plena època feixista: unes nenes petites han estat assassinades després d'haver estat víctimes d'abusos sexuals. L'autor és un jove que encobreix la seva família. Mussolini, que havia promès ordre i disciplina, es troba en la necessitat imperiosa de trobar un culpable, un boc expiatori, per calmar el poble. Alhora, els crims serveixen de coartada per aprovar la pena de mort comptant amb el suport popular.

## Repartiment
- Nino Manfredi: Gino Girolimoni
- Guido Leontini: Apicella
- Orso Maria Guerrini: Gianni Di Meo
- Gabriele Lavia: Tarquinio Tirabosco
- Anna Maria Pescatori: Armanda Tirabosco
- Luciano Catenacci: Benito Mussolini
- Mario Carotenuto: Sterbini
- Gianni Musy: Roberto Farinacci
- Elio Zamuto: Italo Balbo